# وادي نيرا
وادي نيرا أحد أودية قطاع تهامة بمنطقة الباحة يتبع لمحافظة المخواة، ويقع بالتحديد في شمال غرب محافظة المخواة. يحده من الشرق جبل شدا الأعلى ومن الجنوب جبل شدا الأسفل ومن الشمال والغرب عدد من الجبال الأخرى 
يسكن في الوادي ما يقرب من 10.000 نسمة، يتوزعون على أكثر من 60 قرية، وهم من قبيلة غامد ، ويضم الوادي عدداً من الدوائر الحكومية مثل مركز أمارة ومستوصف صحي ومركز شرطة ومركز للدفاع المدني. بالإضافة إلى عدد من المدارس للبنين والبنات
يمكن الوصول إلى الوادي من جهة محافظة المخواة عبر مفرق قدران ثم وادي مليل، ومن محافظة قلوة يوجد طريقين عبر عقبة معبدة تعرف محلياً بعقبة الطويلة، أو عبر عقبة الطويلة ثم الاتجاه من نصف العقبة إلى الطريق الموصل إلى قرية الحصحص ثم النزول للوادي عبر عقبة معبدة تعرف بعقبة الصلا وهي الأقرب إلى وسط الوادي (قرية القهب).
من الخدمات المتوفرة لأهالي الوادي، التيار الكهربائي، والهاتف الثابت لبلدة الوسطة (أعلى الوادي) وما جاورها فقط، أما تغطية الهاتف الجوال فلا تشمل الوادي بالكامل، أما الطريق الموصل للوادي من جهة محافظة المخواة عبر مفرق قدران ثم وادي مليل معبد ويصل إلى القرب من قريتي الخليلة ومنارة التي تبعد عن وسط الوادي (قرية القهب) أقل من مسافة خمسة كيلو مترات.